# C. T. Rajagopal
Cadambathur Tiruvenkatacharlu Rajagopal (* 8. September 1903 in Madras; † 25. April 1978 ebenda) war ein indischer Mathematiker.

## Leben
Rajagopal war ein Schüler von K. Ananda Rau am Presidency College in Madras mit dem Abschluss 1925. Er befasste sich wie sein Lehrer Ananda Rau vor allem mit Analysis der Richtung der Hardy-Schule (wie Summierbarkeitsfragen von Reihen, Tauber-Sätzen) und Funktionentheorie. Er lehrte an der Annamalai University, ab 1931 am Madras Christian College und ab 1951 am Ramanujan Institute, dessen Direktor er 1955 als Nachfolger von T. Vijayaraghavan wurde. Dort war er unter anderem Leiter der Bibliothek der Indian Mathematical Society, die lange am Ramanujan Institute war. 1969 ging er in den Ruhestand. Um diese Zeit wurde das Institut Teil der University of Madras.
Er war in seinen letzten Jahren auch an Mathematikgeschichte speziell der Kerala-Schule indischer Mathematiker, wie Madhava (beeinflusst von K. Balagangadharan).